# روان أوسبورن
روان أوسبورن (بالإنجليزية: Rowan Osborne)‏ هو راكب الكنو بريطاني، ولد في 17 سبتمبر 1946.

## وصلات خارجية
- روان أوسبورن على موقع أوليمبيديا (الإنجليزية)
- روان أوسبورن على موقع اللجنة الأولمبية البريطانية (الإنجليزية)